# Couvent franciscain de Široki Brijeg
Le Couvent franciscain de Široki Brijeg est un monastère de franciscains situé sur le territoire de la Ville de Široki Brijeg en Bosnie-Herzégovine. Construit entre 1846 et 1860, il est inscrit sur la liste des monuments nationaux de Bosnie-Herzégovine.